# NGC 3079
NGC 3079 је спирална галаксија у сазвежђу Велики медвед која се налази на NGC листи објеката дубоког неба.
Деклинација објекта је + 55° 40' 53" а ректасцензија 10h 1m 57,7s. Привидна величина (магнитуда) објекта NGC 3079 износи 10,8 а фотографска магнитуда 11,5. Налази се на удаљености од 19,696 милиона парсека од Сунца. NGC 3079 је још познат и под ознакама UGC 5387, MCG 9-17-10, CGCG 266-8, IRAS 09585+5555, PGC 29050.